# Alfonso De Lucia
Alfonso De Lucia, född 12 november 1983 i Nola, är en Italiensk fotbollsspelare.

## Karriär
Alfonso De Lucia inledde karriären som tolvåring i lokalklubben SS Nola. Som 15-åring hamnade han i storklubben Napolis ungdomsverksamhet.

### Parma
De Lucia snappades upp av Parma som 17-åring och debuterade i Serie A 30 mars 2002, när han ersatte en skadad Cláudio Taffarel.
2003-2004 lånades han ut till Salernitana, där han spelade som reserv fick spela 11 matcher.
Från 2004 till 2007 agerade De Lucia reserv i Parma, innan han sommaren 2007 såldes till Serie A-konkurrenten Livorno som delbetalning för Stefano Morrone.

### Livorno
I Livorno fick De Lucia åter agera reserv bakom Marco Amelia, men efter att klubben åkt ur Serie A fick De Lucia ta över jobbet som förste målvakt 2008-2009. Laget tog sig med De Lucia i mål omedelbart tillbaka till Serie A och under hösten 2009 var han fortsatt nummer ett. Under våren 2010 fick han agera backup bakom inlånade Rubinho.
Säsongen 2010-2011 var Livorno tillbaka i Serie B och De Lucia var tillbaka som förste målvakt. Sommaren 2011 hamnade De Lucia på kant med klubbens ledning och förlorade sin startplats till unge Francesco Bardi. De Lucia fortsatte sedan att träna med laget under en och en halv säsong utan att spela en enda match. Under hösten 2012 stängdes De Lucia dessutom av fem månader för inblandning i Calcioscommesse.
I januari 2013 lånades han ut till Nocerina i Lega Pro Prima Divisione i utbyte mot Gabriele Aldegani.
I juni 2013 stängdes De Lucia återigen av sex månader från fotboll.